# John Senden
John Gerard Senden (Brisbane, 20 april 1971) is een Australisch golfprofessional. Hij debuteerde in 2006 op de Amerikaanse PGA Tour. Hij kwam eerder uit op de Aziatische PGA Tour en de Australaziatische PGA Tour.

## Professional
In 1992 werd Senden een golfprofessional en speelde over de hele wereld. Nadat hij ervaring had opgedaan op de Aziatische en Australaziatische Tour kwam Senden in 1998 naar Europa. Hij won dat jaar twee toernooien op de Europese Challenge Tour en werd nummer 68 op de rangorde. Van 1999 tot 2001 speelde hij op de Europese PGA Tour. Via de Tourschool kwam hij in 2002 op de Amerikaanse PGA Tour waar hij in 2006 met de John Deere Classic zijn eerste overwinning behaalde. Zijn tweede profzege was het MFS Australian Open, in 2006.
In 2007 bereikte hij de top-50 van de wereldranglijst. Hoewel hij verder niets gewonnen heeft staat hij op 12 februari 2012 toch op nummer 36, zijn beste positie ooit.
In maart 2014 behaalde Senden zijn tweede zege op de Amerikaanse PGA Tour door het Valspar Championship te winnen en kwalificeerde zich voor de Masters.

### Gewonnen
PGA Tour
| # | Jaar | Toernooi             | score           | score | Info |
| - | ---- | -------------------- | --------------- | ----- | ---- |
| 1 | 2006 | John Deere Classic   | 64-69-64-68=265 | –19   |      |
| 2 | 2014 | Valspar Championship | 72-71-64-70=277 | –7    |      |

Challenge Tour
| # | Jaar | Toernooi           | score           | score | Info                          |
| - | ---- | ------------------ | --------------- | ----- | ----------------------------- |
| 1 | 1998 | Interlaken Open    | 67-69-65-62=263 | –25   |                               |
| 2 | 1998 | Open de Strasbourg | 71-70-67-68=276 | –12   | Won de play-off van Daren Lee |

Australaziatische PGA Tour
| # | Jaar | Toernooi            | score           | score | Info |
| - | ---- | ------------------- | --------------- | ----- | ---- |
| 1 | 2006 | MFS Australian Open | 76-72-67-65=280 | –8    |      |

Overige
- 1996: Indonesian PGA Championship

## Teamcompetities
- World Cup of Golf: 2006